# باتريك ألين (لاعب كرة قدم أمريكية)
باتريك ألين (بالإنجليزية: Patrick Allen)‏ هو لاعب كرة قدم أمريكية أمريكي، ولد في 26 أغسطس 1961 في سياتل في الولايات المتحدة.

## وصلات خارجية
- باتريك ألين على موقع مرجع كرة القدم المحترفة.كوم (الإنجليزية)